# Віталійс Астаф'євс
Віталійс Астаф'євс (латис. Vitālijs Astafjevs, нар. 3 квітня 1971, Рига) — колишній латвійський футболіст, півзахисник.
Насамперед відомий виступами за клуби «Сконто» та «Бристоль Роверс», а також національну збірну Латвії.

## Клубна кар'єра
У дорослому футболі дебютував 1990 року виступами за «Даугаву» (Рига), в якій провів два сезони, взявши участь у 26 матчах чемпіонату.
Своєю грою привернув увагу представників тренерського штабу клубу «Сконто», до складу якого приєднався 1992 року. Відіграв за ризький клуб наступні п'ять сезонів своєї ігрової кар'єри. Більшість часу, проведеного у складі «Сконто», був основним гравцем команди. У складі «Сконто» був одним з головних бомбардирів команди, маючи середню результативність на рівні 0,43 голу за гру першості. Протягом сезону 1996-97 виступав за австрійську «Аустрію» (Відень), після чого повернувся назад до «Сконто», де провів ще три сезони.
1999 року уклав контракт з англійським клубом «Бристоль Роверс», у складі якого провів наступні чотири роки своєї кар'єри гравця. «Пірати» виступали у другій за рівнем лізі Англії, а 2001 навіть вилетіли у третю. Граючи у складі «Бристоль Роверс» також здебільшого виходив на поле в основному складі команди.
Протягом сезону 2003–2004 років захищав кольори австрійської «Адміри-Ваккер», після чого півтора сезони виступав за російський «Рубін».
На початку 2006 року повернувся у «Сконто», в якому виступав протягом трьох сезонів, після чого недовго грав за «Олімпс» та «Вентспілс».
Завершив професійну ігрову кар'єру у «Сконто», у яке повернувся на початку 2010 року і провів ще один сезон.

## Виступи за збірну
26 серпня 1992 року дебютував в офіційних матчах у складі національної збірної Латвії в домашній грі проти збірної Данії і з того часу став основним гравцем збірної. 
Після того як 1999 року виступи за збірну припинив капітан Владімірс Бабічевс, Астаф'євс був обраний новим капітаном команди. 31 березня 2004 року став першим футболістом в історії латвійського гравця, який зіграв 100 матчів у складі збірної.
У складі збірної був учасником чемпіонату Європи 2004 року у Португалії, де у статусі капітана зіграв в усіх трьох матчах на турнірі.
Протягом кар'єри у національній команді, яка тривала 19 років, провів у формі головної команди країни 167 матчів, забивши 16 голів, ставши рекордсменом Європи за кількістю проведених матчів за збірну..

## Статистика виступів

### Статистика клубних виступів
| Сезон                       | Команда                     | Чемпіонат                   | Чемпіонат | Чемпіонат | Національний кубок | Національний кубок | Національний кубок | Усього | Усього |
| Сезон                       | Команда                     | Ліга                        | Ігор      | Голів     | Ліга               | Ігор               | Голів              | Ігор   | Голів  |
| --------------------------- | --------------------------- | --------------------------- | --------- | --------- | ------------------ | ------------------ | ------------------ | ------ | ------ |
| 1991                        | «Даугава» (Рига)            | ЧЛ                          | 26        | 11        |                    | ?                  | ?                  | ?      | ?      |
| 1992                        | «Сконто»                    | ВЛ                          | 21        | 0         |                    | ?                  | ?                  | ?      | ?      |
| 1993                        | «Сконто»                    | ВЛ                          | 11        | 5         |                    | ?                  | ?                  | ?      | ?      |
| 1994                        | «Сконто»                    | ВЛ                          | 21        | 7         |                    | ?                  | ?                  | ?      | ?      |
| 1995                        | «Сконто»                    | ВЛ                          | 28        | 19        |                    | ?                  | ?                  | ?      | ?      |
| 1996                        | «Сконто»                    | ВЛ                          | 18        | 12        |                    | ?                  | ?                  | ?      | ?      |
| Усього за «Сконто»          | Усього за «Сконто»          | Усього за «Сконто»          | 99        | 43        |                    |                    |                    | ?      | ?      |
| 1996-97                     | «Аустрія» (Відень)          | БЛ                          | 26        | 1         |                    | ?                  | ?                  | ?      | ?      |
| 1997                        | «Сконто»                    | ВЛ                          | 14        | 1         |                    | ?                  | ?                  | ?      | ?      |
| 1998                        | «Сконто»                    | ВЛ                          | 23        | 7         |                    | ?                  | ?                  | ?      | ?      |
| 1999                        | «Сконто»                    | ВЛ                          | 18        | 9         |                    | ?                  | ?                  | ?      | ?      |
| Усього за «Сконто»          | Усього за «Сконто»          | Усього за «Сконто»          | 55        | 17        |                    |                    |                    | ?      | ?      |
| 2000-01                     | «Бристоль Роверс»           | ФЛ1                         | 16        | 2         |                    | ?                  | ?                  | ?      | ?      |
| 2000-01                     | «Бристоль Роверс»           | ФЛ1                         | 41        | 5         |                    | ?                  | ?                  | ?      | ?      |
| 2001-02                     | «Бристоль Роверс»           | ФЛ2                         | 18        | 1         |                    | ?                  | ?                  | ?      | ?      |
| 2002-03                     | «Бристоль Роверс»           | ФЛ2                         | 33        | 8         |                    | ?                  | ?                  | ?      | ?      |
| Усього за «Бристоль Роверс» | Усього за «Бристоль Роверс» | Усього за «Бристоль Роверс» | 99        | 16        |                    |                    |                    | ?      | ?      |
| 2003-04                     | «Адміра-Ваккер»             | БЛ                          | 28        | 2         |                    | ?                  | ?                  | ?      | ?      |
| 2004                        | «Рубін»                     | ПЛ                          | 8         | 2         |                    | ?                  | ?                  | ?      | ?      |
| 2005                        | «Рубін»                     | ПЛ                          | 22        | 2         |                    | ?                  | ?                  | ?      | ?      |
| Усього за «Рубін»           | Усього за «Рубін»           | Усього за «Рубін»           | 30        | 4         |                    |                    |                    | ?      | ?      |
| 2006                        | «Сконто»                    | ВЛ                          | 22        | 4         |                    | ?                  | ?                  | ?      | ?      |
| 2007                        | «Сконто»                    | ВЛ                          | 22        | 7         |                    | ?                  | ?                  | ?      | ?      |
| 2008                        | «Сконто»                    | ВЛ                          | 19        | 1         |                    | ?                  | ?                  | ?      | ?      |
| Усього за «Сконто»          | Усього за «Сконто»          | Усього за «Сконто»          | 65        | 12        |                    |                    |                    | ?      | ?      |
| 2009                        | «Олімпс»                    | ВЛ                          | 14        | 1         |                    | ?                  | ?                  | ?      | ?      |
| 2009                        | «Вентспілс»                 | ВЛ                          | 5         | 0         |                    | ?                  | ?                  | ?      | ?      |
| 2010                        | «Сконто»                    | ВЛ                          | 14        | 2         |                    | ?                  | ?                  | ?      | ?      |
| Усього за кар'єру           | Усього за кар'єру           | Усього за кар'єру           | 421       | 104       |                    | ?                  | ?                  | ?      | ?      |

## Титули і досягнення

### Клубні
- Чемпіон Латвії (8): 1992, 1993, 1994, 1995, 1997, 1998, 1999, 2010;
- Володар Кубка Латвії (4): 1992, 1995, 1997, 1998;

### Інивідуальні
- Футболіст року в Латвії: 1995, 1996, 2007
- Найкращий бомбардир чемпіонату Латвії: 1995 (19 голів)